# تونی آلبرت
تونی آلبرت (متولد ۱۹۸۱) یک هنرمند معاصر استرالیایی است که در طیف گسترده‌ای از رسانه‌ها از جمله نقاشی، عکاسی و ترکیبی کار می‌کند. آثار او با تاریخ سیاسی، تاریخی و فرهنگی بومیان و استرالیا آمیخته شده‌است.
آلبرت در سال ۱۹۸۱ در تاونزویل، کوئینزلند شمالی به دنیا آمد. در سال ۲۰۰۴ از کالج هنر کوئینزلند، دانشگاه گریفیث، بریزبن، با مدرک هنر بومی معاصر استرالیا فارغ‌التحصیل شد. خانواده آلبرت اهل کاردول، کوئینزلند هستند و او از نوادگان اقوام دییربال، یدینجی و کوکو یالانجی است.